# Low poly
Low poly è un'espressione che sta a indicare i modelli 3D che possiedono un basso numero di poligoni, o in altre parole, un basso numero di vertici, spigoli e facce. Il modello può apparire come se avesse una mancanza di dettaglio. Gli spigoli appaiono come irregolari, affilati e vengono mostrati chiaramente. Si contrappongono ai modelli high poly che sono modelli tridimensionali che hanno una gran quantità di poligoni (o una gran numero di vertici, spigoli e facce).

## Caratteristiche

### Vantaggi
Questi sono alcuni fra i vari vantaggi nell'utilizzo di modelli low poly:
- Risparmio di memoria: il computer lavora meglio, dato che non ha bisogno di tenere nella propria memoria, poligoni non necessari. Questo permette all'utente di lavorare con il modello senza alcun problema e senza lag, e fornisce un'esperienza più fluida rispetto a quella che si ha lavorando i modelli high poly.
- Risparmio di spazio su disco: grazie al basso numero di poligoni, il modello non occupa molto spazio sull'hard disk.
- Stile: al giorno d'oggi l'arte dei modelli low poly è diventata un trend in crescita. Anche le pubblicità televisive stanno iniziando a usare i modelli di questo tipo per mostrare i propri prodotti.

### Svantaggi
Ci sono anche degli svantaggi nell'utilizzo i modelli low poly:
- Mancanza di dettaglio: poiché non ci sono molti poligoni, la mancanza di dettaglio sarà pressoché ovvia. Gli spigoli affilati potrebbero rimanere visibili, lasciando pensare che sembri effettivamente CGI.
- Mancanza di popolarità: i modelli high poly sono ancora i più popolari. Poiché sempre più persone sono alla ricerca del fotorealismo, la modellazione low poly tende a essere sottovalutata.

### Quando utilizzarli?
Ecco degli ambiti di utilizzo dei modelli low poly:
- Low poly art
- Videogiochi: la modellazione low poly si adatta perfettamente allo sviluppo dei videogiochi. È abbastanza necessario che i modelli meno importanti nel gioco, siano low poly. I giochi richiedono modelli di questo tipo perché, dato il risparmio di memoria e spazio su disco, il giocatore proverà un'esperienza più fluida. Va detto che le software house tendono a creare comunque, per le campagne pubblicitarie, modelli high poly.

## Galleria d'immagini

Questa rete poligonale che rappresenta un delfino sarebbe considerata low poly per gli standard moderni
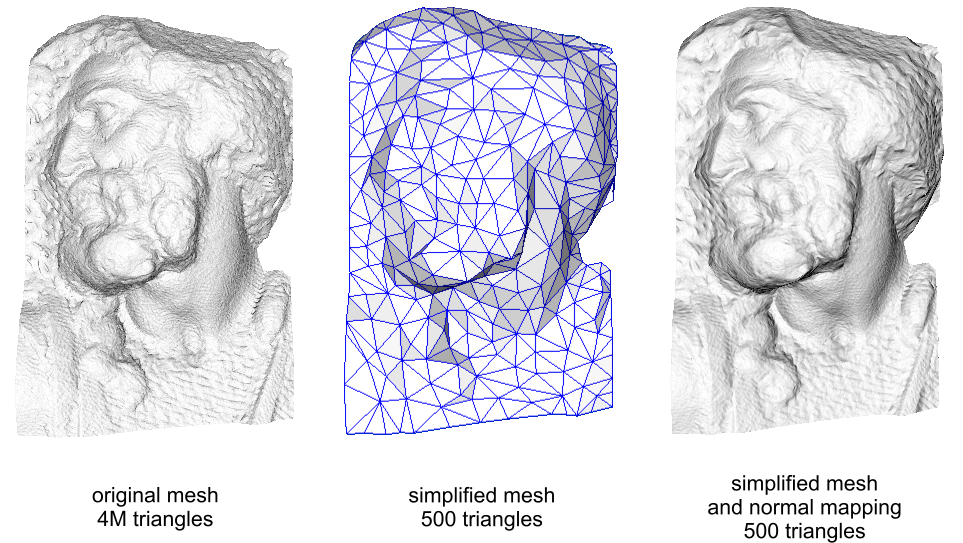
Un esempio di mappatura normale utilizzata per aggiungere dettagli a una mesh low poly (500 triangoli).
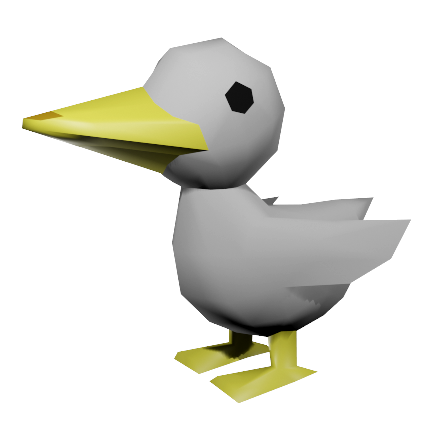
Modello 3D composto da 220 poligoni
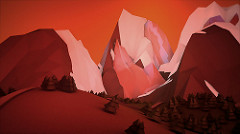
Esempio di utilizzo stilistico di low poly
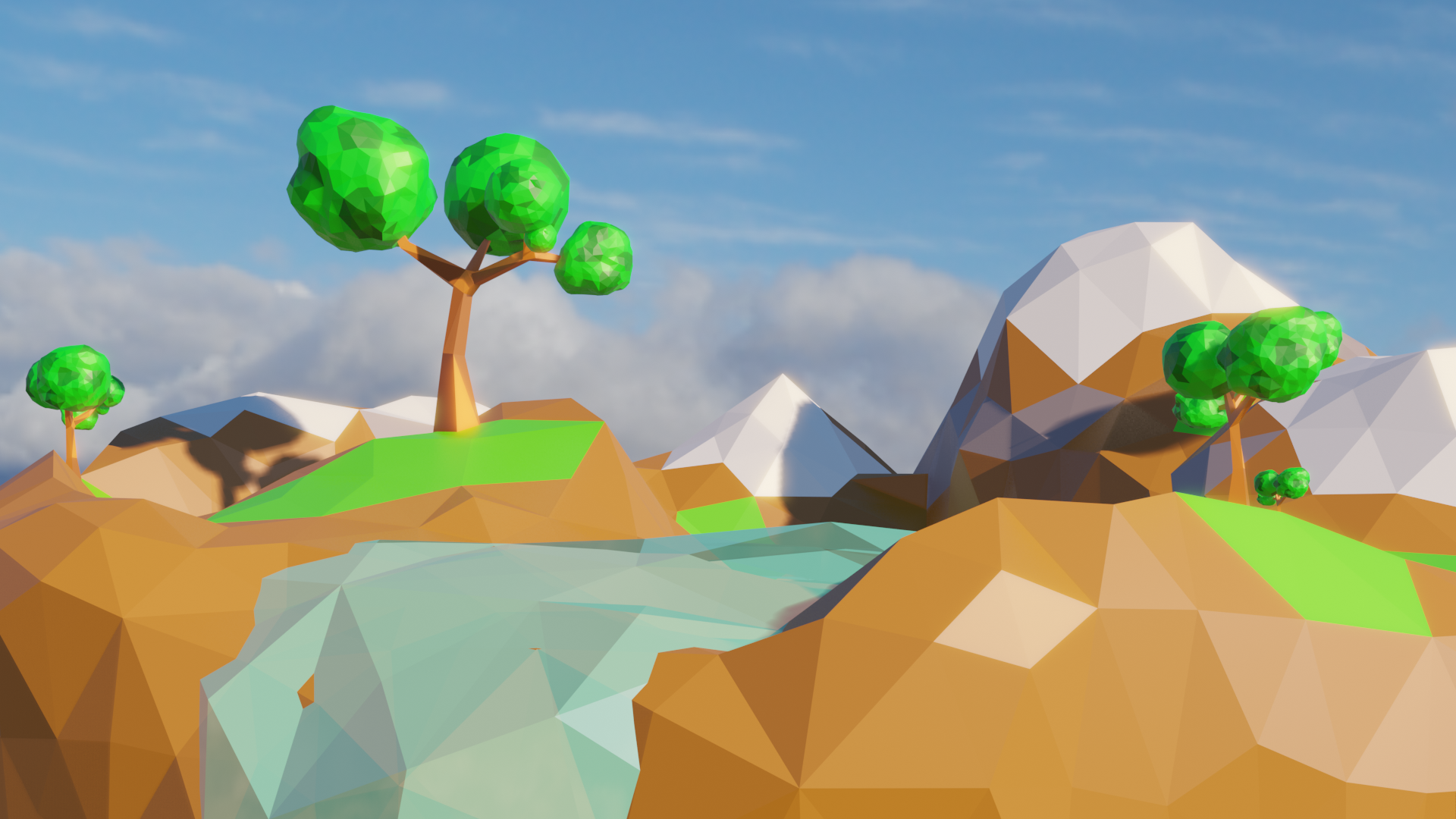
Foresta low poly creata con Blender
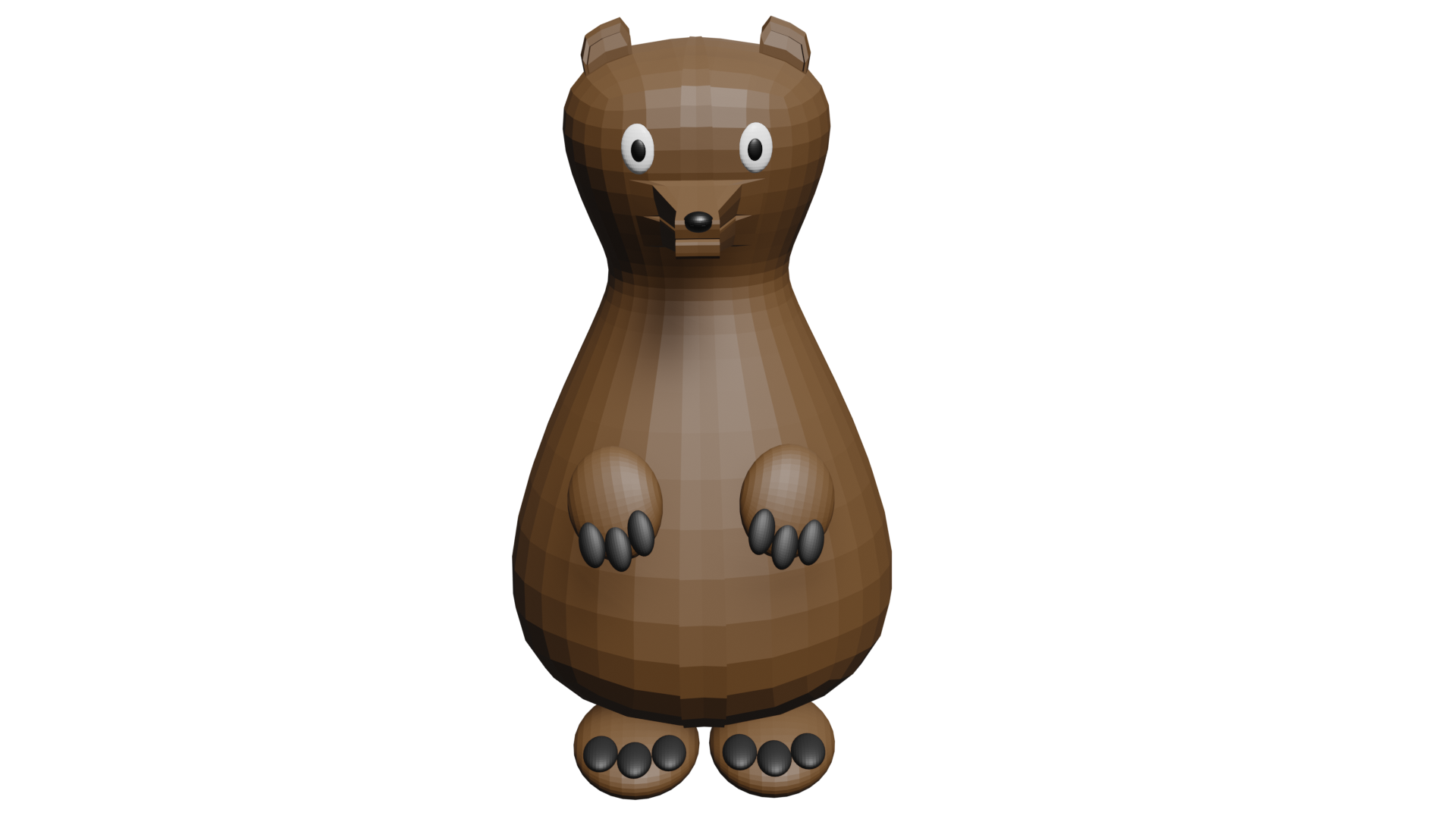
Orso low poly
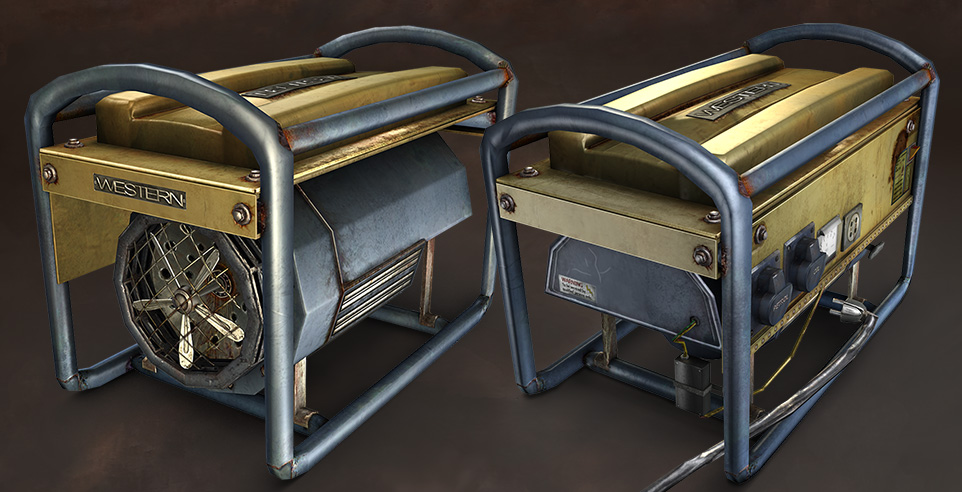
Un esempio di un modello low poly finito e realistico.
Modellazione poligonale a basso dettaglio di un piragna